# Dekpo
Dekpo è un arrondissement del Benin situato nella città di Aplahoué (dipartimento di Kouffo) con 19.424 abitanti (dato 2006).